# Wolfgang Wodarg
Wolfgang Wodarg (n. 2 martie 1947, Itzehoe, Bizone⁠(d), Germania sub ocupație aliată) este un medic, om politic, membru al Partidului Social Democrat din Germania, președinte al comitetului de sănătate al Adunării Parlamentare a Consiliului Europei. A fost un oponent al vaccinării împotriva gripei porcine. Comentariile sale cu privire la Pandemia de coronaviroză (COVID-19) în Germania au provocat critici din partea oamenilor de știință și au devenit virale pe așa-zisele site-uri ale „mass-mediei alternative.”

## Biografie
După absolvirea liceului în 1966, Wodarg a studiat medicina la Berlin și Hamburg. În 1973 a primit licența de a practica medicina. În 1974 și-a luat doctoratul în medicină la Universitatea din Hamburg.
Wodarg este membru al SPD (Partidul Social Democrat din Germani) din 1988. Din 1986 până în 1998 a fost membru al consiliului local al orașului său natal Nieby. Din 1992 până în 2002 a fost membru al consiliului de administrație al asociației raionale SPD din Schleswig-Flensburg. Din 19 noiembrie 2005 până la 1 decembrie 2007, Wodarg a fost președinte al asociației raionale SPD din Flensburg.
Din 1994 până în 2009 a fost membru al Bundestag-ului german. În calitate de președinte al Comitetului pentru sănătate al Adunării Parlamentare a Consiliului Europei, Wodarg a semnat, la 18 decembrie 2009, un proiect de rezoluție care a fost discutat în ianuarie 2010. El a cerut o investigație în presupusa influență a companiilor farmaceutice în cadrul companiei la nivel mondial a  OMS pentru lupta împotriva pandemiei gripei H1N1 în 2009. În 2009-2010, el a susținut că pandemia de gripă porcină a fost un fals care a permis companiilor farmaceutice să facă bani pentru vânzarea vaccinurilor.

## Opinii politice și medicale

### Oponent al vaccinării împotriva gripei porcine
Wodarg s-a remarcat în 2009 atunci când s-a opus vaccinării împotriva gripei porcine. El a evaluat modul în care politicienii și producătorii farmaceutici au tratat infecția cu H1N1, considerând că este „unul dintre cele mai mari scandaluri medicale ale secolului” și a inițiat un comitet de anchetă cu privire la rolul OMS în acest scandal în fața Consiliului Europei.

### Declarații controversate despre pandemia COVID-19
În faza inițială a pandemiei COVID-19 în Germania, el a criticat măsurile de carantină și interdicțiile ca „alarmiste“ și că epidemiile declarate cu coronavirusuri apar în fiecare an și nu au necesitat măsuri speciale de protecție sau alte teste. Măsurile impuse de autoritățile medicale din cauza pandemiei și recomandărilor OMS și ulterior ale Institutului Robert Koch au fost apreciate de Wodarg ca fiind excesive și determinate de interese și a descris aceste instituții ca fiind prea des „corupte de interese secundare din afaceri și/sau politici”.
În discuția publică cu privire la pandemia COVID-19 la începutul anului 2020, Wodarg și-a câștigat notorietatea ca intervievat, unde și-a prezentat teza că SARS-CoV-2 a fost doar unul dintre numeroșii viruși similari care, de obicei, sunt nedetectați ca parte a unei perioade sezoniere obișnuite de infecții respiratorii și că activitățile excesive la nivel mondial pentru a opri pandemia au fost cauzate de percepția selectivă a cercetătorilor. El și-a detaliat teza în articolele de pe site-ul său personal.
Comentariile sale despre pandemia COVID 19 au provocat critici din partea oamenilor de știință germani. Diverse publicații mass-media germane au examinat afirmațiile lui Wodarg pentru acuratețe și au ajuns la concluzia că declarațiile sale ar contrazice în mare măsură faptele verificabile, deoarece unele declarații ale sale nu sunt nici refutabile și nici verificabile.
Într-un podcast MDR, virologul Alexander Kekulé a apreciat argumentele prezentate de Wodarg drept „foarte, foarte înșelătoare”.  În principiu, întrebarea dacă pandemia este supra-reacționată este foarte importantă și justificată, deoarece contramăsurile pot duce la daune colaterale, care pot fi mai grave decât efectele virusului însuși. În comparațiile sale cu alți coronaviruși  și cu decesele cauzate de epidemiile de gripă sezonieră, Wodarg a trecut cu vederea virulența particulară a noului patogen care a apărut în 2019/2020: infecția cu SARS-CoV-2 are un risc al decesului mult mai mare decât al răcelilor obișnuite cauzate de alte coronaviruși; iar numărul total de infecții dintr-un întreg sezon este atins în cazul noului coronavirus în doar câteva zile și săptămâni, ceea ce poate duce la copleșirea sistemului de îngrijire a sănătății și, prin urmare, la provocarea unor victime suplimentare, efectiv inutile. De aceea, măsurile de apărare împotriva răspândirii infecției nu sunt excesive, ci corecte.

## Legături externe
- https://www.wodarg.com/ Site-ul personal al lui Wolfgang Wodarg
- http://webarchiv.bundestag.de/archive/2007/0206/mdb/mdb15/bio/W/wodarwo0.html Biografie